# Place Ovida-Delect
La place Ovida-Delect  est une voie du 4e arrondissement de Paris, en France.

## Situation et accès
La place Ovida-Delect est une voie publique située dans le 4e arrondissement de Paris. La place est à l'intersection de la rue des Archives et de la rue des Blancs-Manteaux. Elle situe au centre du quartier du Marais.
Elle est desservie par les lignes 1 et 11 aux stations Hôtel de Ville et Rambuteau.

## Origine du nom

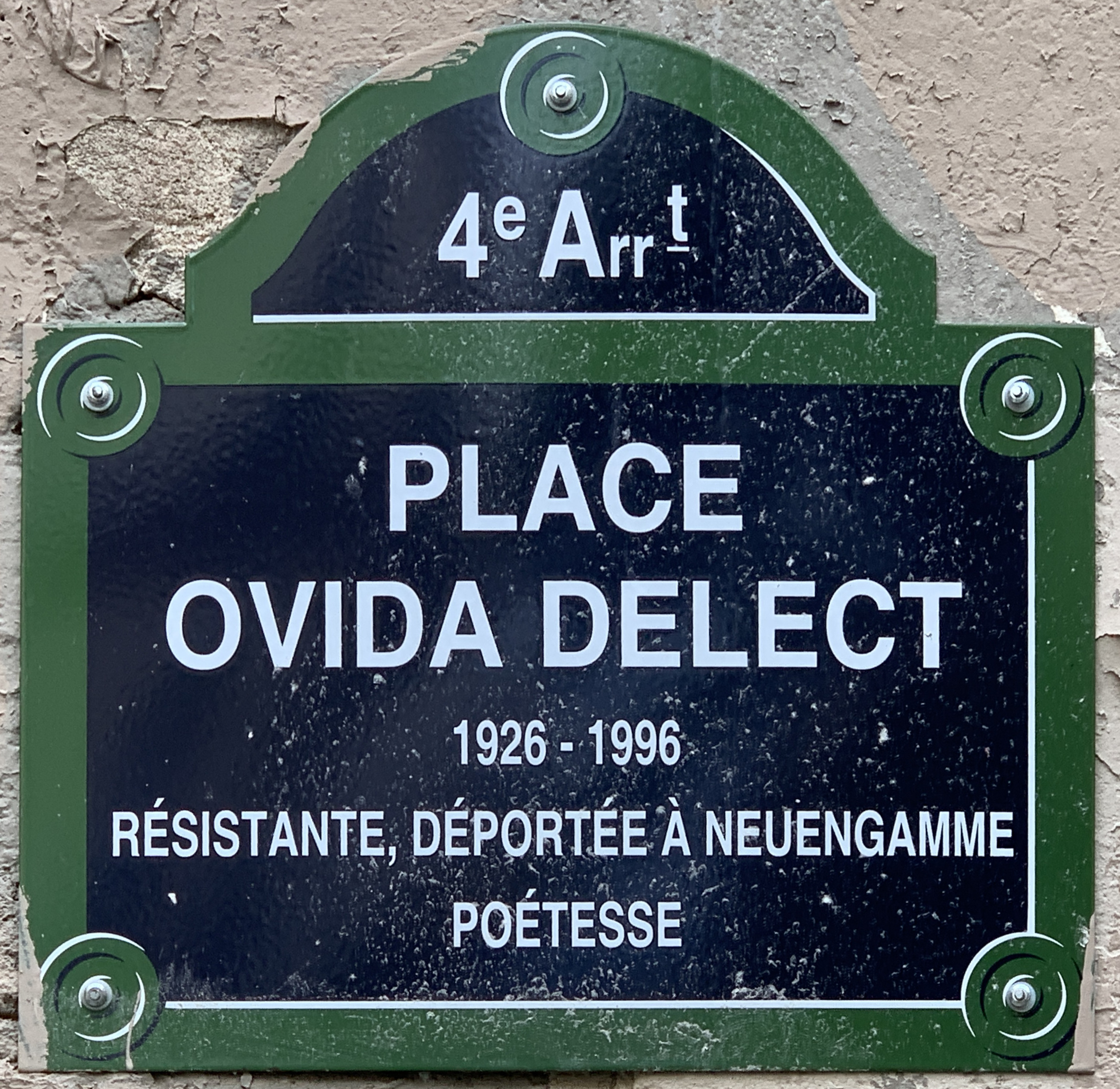
Plaque de la place.

Elle rend hommage à Ovida Delect, résistante communiste déportée, dont la carrière est reconnue par ses œuvres littéraires. Dès les années 1980, la vie d'Ovida Delect a été popularisée par la cinéaste Françoise Romand grâce à son reportage, Appelez-moi Madame.

## Historique
Le Conseil de Paris et le conseil municipal du 4e arrondissement ont voté, à l'unanimité, la dénomination de cette voie, inaugurée officiellement le 19 août 2019.